# William McKinley
William McKinley (Niles, 29 gennaio 1843 – Buffalo, 14 settembre 1901) è stato un politico statunitense, 25º presidente degli Stati Uniti d'America.
È noto soprattutto per aver vinto una campagna elettorale (sostenendo gli alti tassi protezionistici e il sistema aureo contro il bimetallismo), rimasta memorabile per l'asprezza e l'intensità con cui venne combattuta, e per aver condotto vittoriosamente la guerra ispano-americana per la presa di Cuba, allora colonia spagnola.
Ultimo veterano della guerra di secessione ad entrare alla Casa Bianca, è con la sua candidatura del 1896 che gli storici fanno coincidere l'inizio del "quarto sistema partitico" statunitense, quando guidò con mano salda una coalizione repubblicana che, salvo un'unica interruzione (la presidenza del democratico Woodrow Wilson, durata dal 1913 al 1921), dominò la politica statunitense fino agli anni trenta.

## Biografia

### La giovinezza
Nato il 29 gennaio 1843 nella cittadina di Niles, nel nord-est dell'Ohio, discendeva da una famiglia di emigranti scoto-irlandesi giunta in Nord America (Pennsylvania) verso la metà del Settecento. Settimo dei nove figli di William Senior e di Nancy Allison, crebbe in un ambiente familiare caratterizzato dalle idee protezionistiche dei whig, da sentimenti abolizionisti e da una convinta adesione ai principi religiosi metodisti. Il padre gestiva una piccola fonderia di ghisa che continuò a condurre anche dopo il trasferimento della famiglia nella vicina Poland (1852) e più tardi a Canton.
Il giovane McKinley non ebbe una brillante carriera scolastica, sia per la pessima salute sia perché, allo scoppio della guerra di secessione (nel giugno del 1861), si arruolò volontario nell'esercito unionista. Inquadrato come soldato semplice nel 23º reggimento di fanteria (l'Ohio Volunteer), ebbe come comandante il futuro presidente Rutherford B. Hayes, che lo promosse più volte per il coraggio dimostrato in battaglia.
Congedato nel settembre 1865 con il grado di maggiore, riprese gli studi divenendo avvocato (alla Law School di Albany, nel 1867). Dapprima esercitò l'attività forense a Canton, nella contea di Stark, in Ohio, per essere poi eletto pubblico ministero della stessa contea dal 1869 al 1871, gli anni in cui frequentò Ida Saxton, figlia di un importante banchiere della città, che sposò il 25 gennaio del 1871 e dalla quale ebbe due figlie, Katherine e Ida, morte entrambe in tenera età.

### L'attività politica
Gli anni intorno al 1870 furono anche quelli in cui il "Maggiore", come continuava ad essere chiamato benché la guerra fosse ormai solo un ricordo, cominciò a interessarsi attivamente alla competizione politica militando nelle file dei repubblicani e tenendo alcuni comizi elettorali in favore del suo ex comandante Rutherford Hayes, che si batteva allora per la carica di governatore dell'Ohio e che conquistò una prima volta nel 1868 e una seconda nel 1876.
Nel 1877, mentre Hayes vinceva la corsa alla presidenza degli Stati Uniti, McKinley venne eletto alla Camera dei rappresentanti, dove si dedicò soprattutto ai temi economici e finanziari divenendo in pochi anni uno dei principali esponenti a livello nazionale del protezionismo. Sostenne in particolare l'imposizione di alti tassi doganali sulle importazioni come formula per la prosperità nazionale. Rieletto nel 1885, fu nominato presidente della potente commissione sulle imposte (Committee on Ways and Means) dal 1889 al 1891 e in tale veste propose la cosiddetta "McKinley Tariff", che alzò i tassi a livelli mai più raggiunti e che divenne legge nel 1890 dandogli notevole popolarità.
La violenta controversia che ne seguì e un'operazione di ridisegno dei collegi elettorali da parte dei democratici portarono alla sua sconfitta per soli 300 voti nella rielezione alla Camera. Perciò nel 1891 tornò per breve tempo alla vita privata ma, grazie all'appoggio della corrente repubblicana guidata dal senatore dell'Ohio John Sherman e dall'industriale e uomo d'affari di Cleveland Mark Hanna, si candidò a governatore dell'Ohio e vinse facilmente le elezioni sia nel 1892 contro il governatore democratico uscente James Edwin Campbell sia nel 1894 contro Lawrence Talbot Neal, assumendo un atteggiamento moderato fra i contrastanti interessi del capitale e dei lavoratori.
Come governatore, elaborò un nuovo e più completo sistema fiscale che, grazie all'introduzione dell'accisa sulle società, contribuì a ridurre il debito statale dell'Ohio; emanò alcuni provvedimenti per la sicurezza degli addetti alle ferrovie e ridusse le pratiche antisindacali degli industriali nelle controversie del lavoro istituendo l'arbitrato pubblico. Non riuscì tuttavia a impedire il grave sciopero dei minatori del carbone del 1894, durante il quale fece intervenire la Guardia Nazionale a protezione degli impianti privati e per porre fine a una serie di linciaggi. Nel 1895, dopo aver prestato assistenza ai minatori disoccupati della Hocking Valley, invitò le camere di commercio dello stato a verificare il numero di cittadini che vivevano sotto la soglia di povertà e indisse poi una campagna di raccolta fondi e materiali che soccorse oltre 10.000 "poveri".

### Il primo mandato

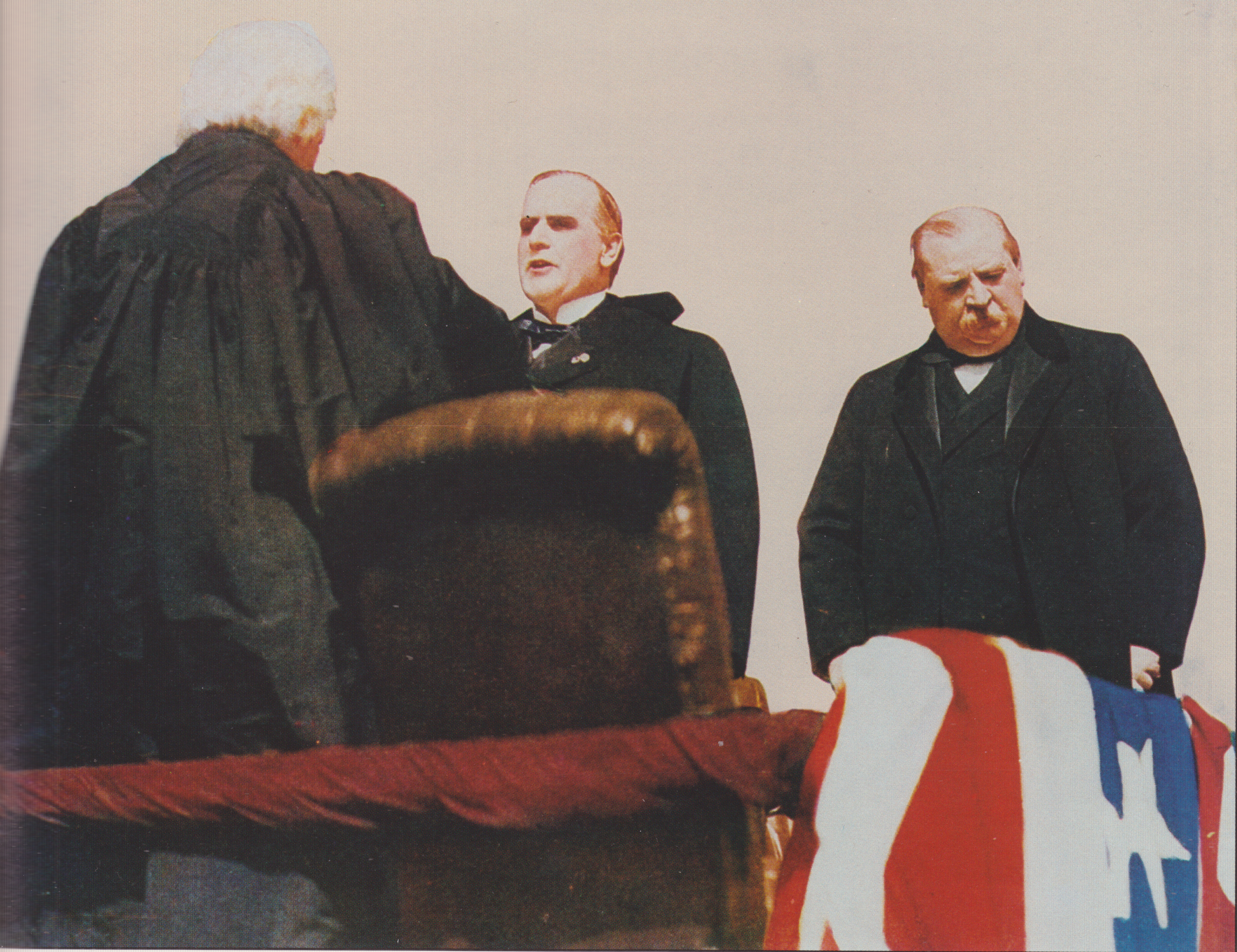
4 marzo 1897: giuramento del neoeletto presidente William McKinley, con alla sua sinistra il presidente uscente Grover Cleveland.

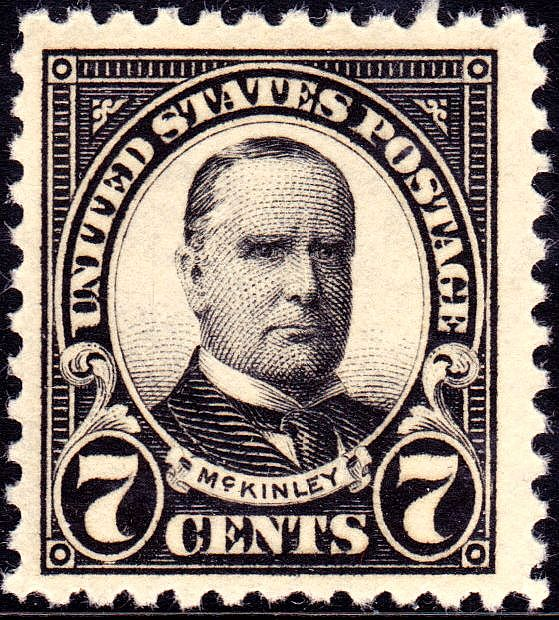
Francobollo da sette centesimi, raffigurante il Presidente William McKinley, 1923

Nel frattempo, le due sonanti vittorie elettorali in Ohio lo avevano reso il candidato più quotato per le primarie repubblicane e infatti, ottenuta agevolmente la nomination contro Thomas Brackett Reed, nel 1896, in piena crisi economica, affrontò l'autorevole pretendente democratico alla presidenza, William Jennings Bryan del Nebraska, in una campagna elettorale condotta ancora una volta con grande abilità strategica dall'amico e consigliere Mark Hanna: mentre Bryan viaggiava in lungo e in largo per gli Stati Uniti a caccia di voti, McKinley se ne stette nella sua casa di Canton a scrivere lettere e discorsi per centinaia di migliaia di elettori, indirizzandoli a ogni genere di associazione, dalle organizzazioni degli agenti di commercio ai club sportivi, che a loro volta li diffondevano tra i propri iscritti. Al suo posto, fu Hanna a muoversi molto, e bene, riuscendo a finanziare la campagna presidenziale con 3 milioni e mezzo di dollari raccolti fra i sostenitori e i simpatizzanti del candidato repubblicano (ivi compreso il magnate del petrolio John Davison Rockefeller).
Con quella cifra a disposizione, Hanna organizzò una leggendaria Front Porch Campaign ("campagna del portico di casa") che, riprendendo e ampliando l'esempio propagandistico di un altro candidato dell'Ohio di quindici anni prima, James A. Garfield, portò a Canton migliaia di elettori per una stretta di mano e uno scambio di battute con il "loro" candidato. Determinante, per le scelte degli elettori, risultò anche la partecipazione attiva di McKinley alla guerra di secessione e la sua popolarità fra i reduci di quelle battaglie. Il "Maggiore" tornò a sostenere il principio degli alti tassi doganali come formula per la prosperità interna e propugnò la "moneta solida", cioè il passaggio dal bimetallismo oro/argento al sistema aureo in assenza di un accordo internazionale in materia.
Nel 1897 McKinley risultò eletto presidente con largo margine sul suo avversario e avviò immediatamente il suo programma protezionistico. Tuttavia, il primo importante evento della sua presidenza fu la questione dell'insurrezione di Cuba.

#### La guerra ispano-americana
All'epoca, l'isola di Cuba era ancora una colonia spagnola e nel 1895 vi era scoppiata una rivolta indipendentista; gli americani, sia da un punto di vista materiale perché avevano enormi interessi nelle sue piantagioni di zucchero, sia da un punto di vista ideale perché vedevano in quella lotta un'analogia con la propria guerra d'indipendenza, sollecitavano l'intervento armato a favore dei ribelli. Nondimeno il presidente McKinley, contrario alla guerra come il suo consigliere Mark Hanna, si era subito impegnato a risolvere la questione per via diplomatica; i negoziati non avevano portato all'indipendenza di Cuba dalla Spagna ma soltanto alla concessione, a partire dal 1º gennaio 1898, di una forma di governo autonomo, che però i ribelli non avevano accettato.
In tale contesto, la sera del 15 febbraio 1898 la corazzata Maine, inviata nella rada de L'Avana per garantire la sicurezza e gli interessi dei cittadini statunitensi minacciati dai tumulti lealisti, esplose e affondò provocando la morte di 266 marinai. Un mese dopo, l'indagine della Marina militare americana concluse che lo scoppio della santabarbara del Maine era stato provocato da un'esplosione sotto lo scafo della nave; l'inchiesta parallela degli spagnoli sostenne invece la teoria di una deflagrazione interna. Così, senza alcuna prova certa a favore dell'attentato o dell'incidente, le due nazioni si dichiararono guerra: la Spagna il 23 aprile, seguita due giorni dopo dagli Stati Uniti. McKinley, superata ogni riluttanza, guidò con vigore il paese in un conflitto che fu rapido e vittorioso. Cessati i combattimenti il 12 agosto, il successivo trattato di pace diede agli Stati Uniti il possesso delle ex colonie spagnole di Porto Rico, Guam e delle Filippine (dove però l'esercito filippino non riconobbe il trattato e scatenò la guerra filippino-americana, conclusasi ufficialmente nel 1902 ma con episodi di guerriglia protrattisi fino al 1913); Cuba rimase invece sotto il controllo dell'esercito americano in attesa dell'indipendenza. Come conseguenza della guerra, la repubblica indipendente delle Hawaii chiese e ottenne di entrare a far parte degli Stati Uniti.
Un risoluto sostenitore della guerra contro la Spagna fu invece l'allora assistente segretario alla marina Theodore Roosevelt che, lasciato ogni incarico di governo, si arruolò nell'esercito allestendo un corpo di volontari, i cosiddetti Rough Riders (poi noti come i Roosevelt's Rough Riders), alla cui guida ottenne il grado di colonnello e di cui seppe propagandare abilmente le imprese. Ne ricavò una tale popolarità da divenire quasi un eroe nazionale, il che gli permise di ottenere prima la carica di governatore dello stato di New York e poi quella di presidente degli Stati Uniti.

#### Le misure economiche

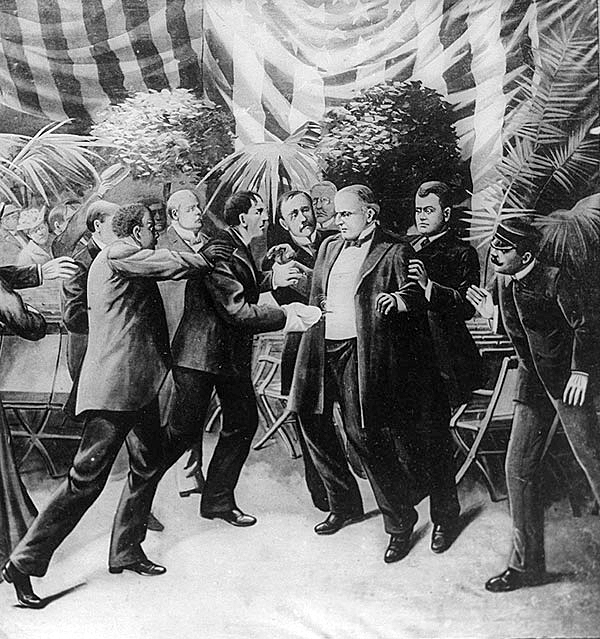
L'assassinio di McKinley.

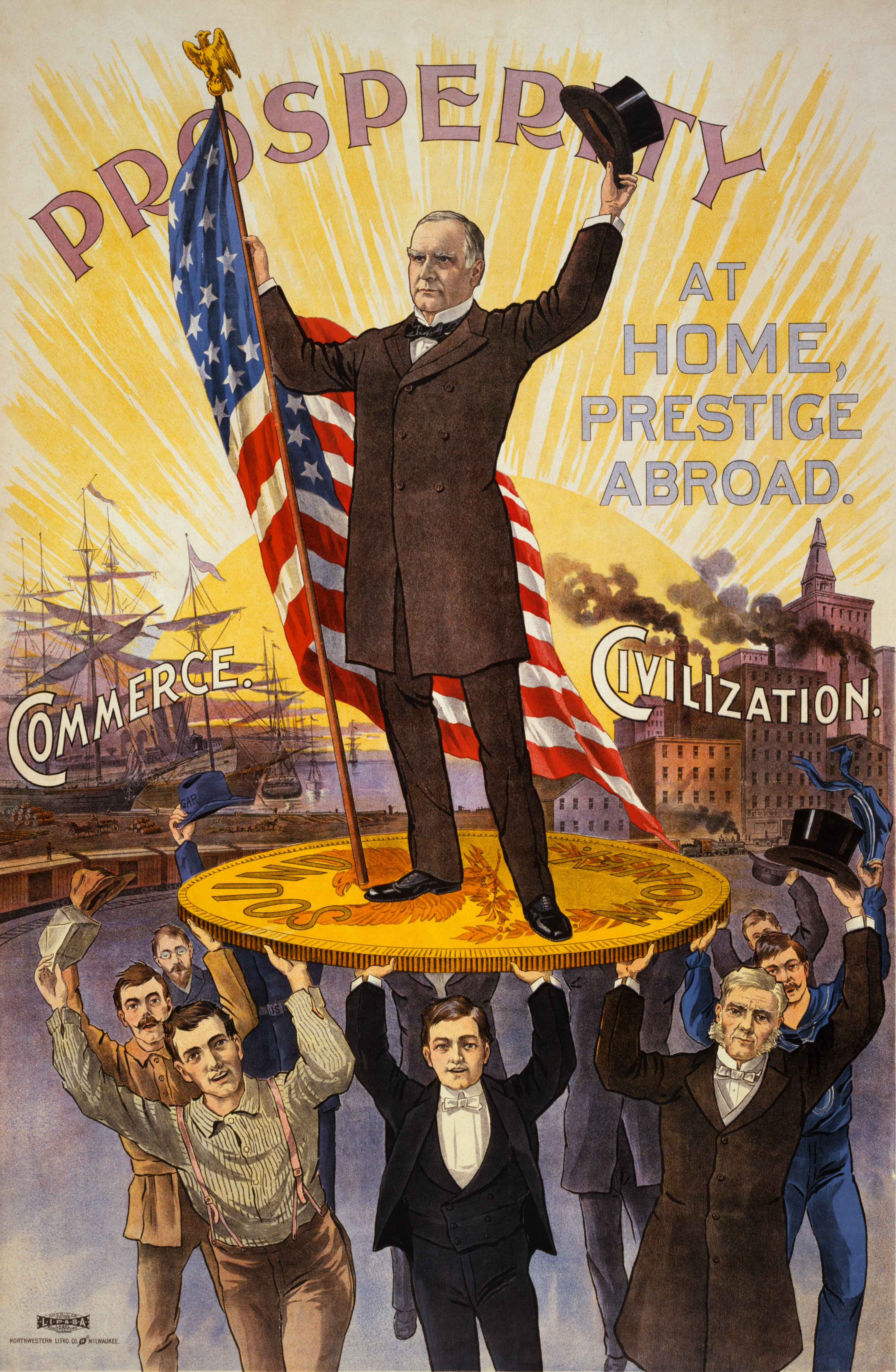
Manifesto propagandistico di McKinley per la campagna di rielezione presidenziale del 1900, con il motto "prosperità interna, prestigio all'estero" e il robusto sostegno di una moneta "solida" come l'oro.

La presidenza di McKinley fu contrassegnata anche da una rapida crescita economica dovuta in parte alle sue misure protezionistiche su lana, zucchero e beni di lusso per frenare la concorrenza estera in quei settori. L'altro importante provvedimento finanziario attuato da McKinley fu il passaggio, il 14 marzo 1900, al gold standard dopo il fallimento delle trattative per un accordo internazionale sul bimetallismo.

### Il secondo mandato
Forte dei risultati conseguiti, McKinley ottenne facilmente la candidatura repubblicana nella campagna presidenziale per la sua rielezione. I temi affrontati furono soprattutto quelli dell'imperialismo, della prosperità e del sistema monetario basato sull'oro o sull'argento, ma fu indubbiamente grazie alla vittoria nella guerra contro la Spagna che McKinley nel 1900 sbaragliò ancora una volta il rivale democratico William Jennings Bryan, conquistando il suo secondo mandato. Non a caso, insieme con lui fu eletto vicepresidente l'"eroe" di Cuba, il colonnello Theodore Roosevelt, che contribuì con straordinario vigore alla campagna elettorale repubblicana.

### L'assassinio
Il secondo mandato di William McKinley fu tuttavia molto breve. Il 6 settembre del 1901, dopo aver pronunciato un discorso all'Esposizione panamericana di Buffalo, nello stato di New York, il presidente fu colpito da un anarchico di origine polacca, Leon Czolgosz, che gli sparò con una rivoltella: McKinley morì il 14 settembre in seguito alle ferite riportate; le sue ultime parole, tratte da un canto religioso statunitense, furono i versi: «Più vicino a te, o mio Dio». Il presidente, il terzo in quarant'anni ucciso durante il mandato, fu inumato presso il McKinley National Memorial di Canton.

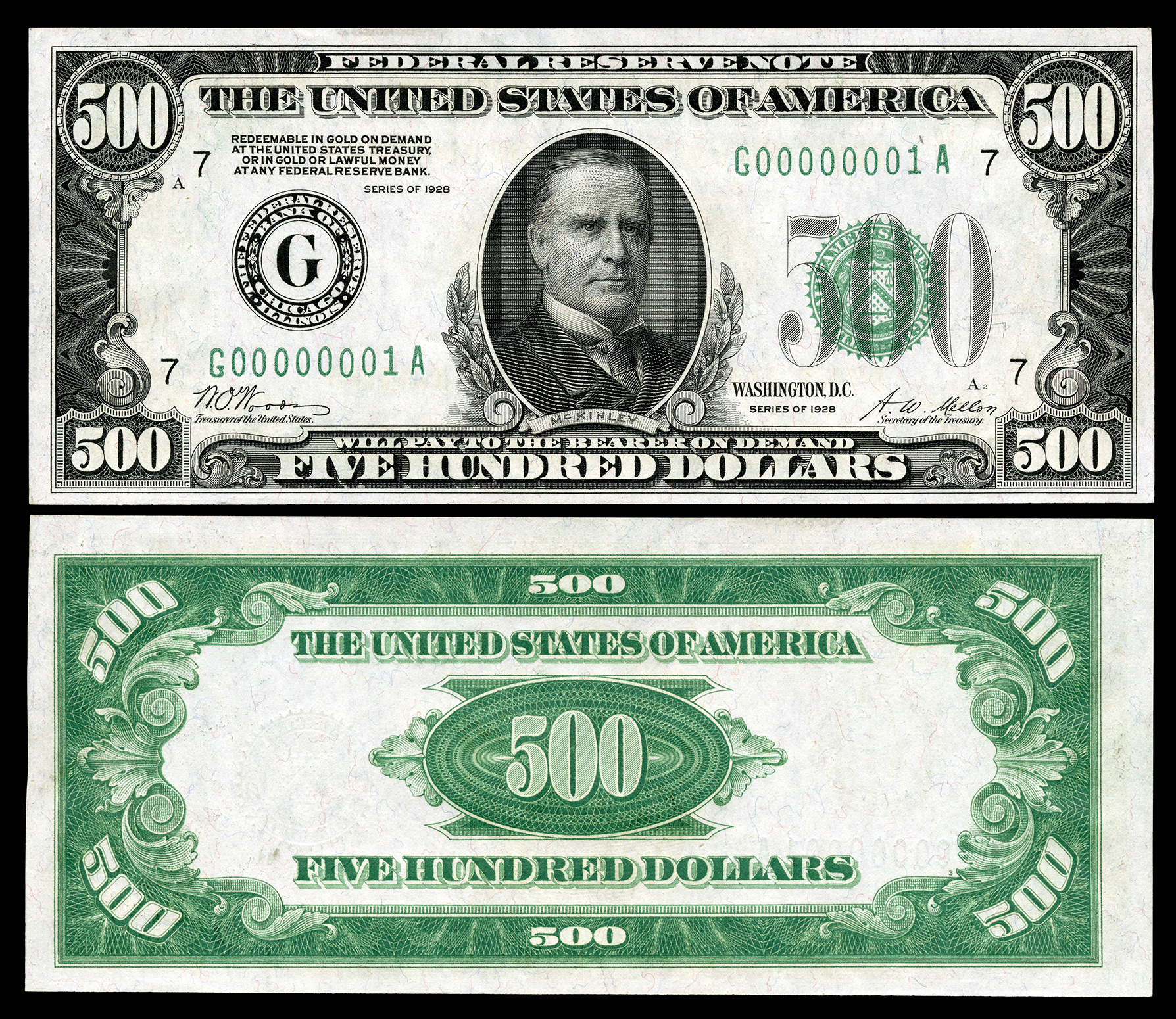
Banconota da 500 dollari raffigurante il presidente William McKinley, 1928

## Omaggi
Dal 1917 al 2015 e quindi nuovamente dal 2025 gli è stato intitolato il monte McKinley (il cui nome indigeno è Denali) in Alaska.

## McKinley sullo schermo
McKinley appare in numerosi filmati d'archivio e notizie dell'epoca; il suo personaggio è stato ripreso varie volte dal cinema, apparendo anche in alcune serie televisive.

### Cinema
- Assassinat du Président McKinley, regia di Ferdinand Zecca (1901)
- Messaggio segreto (A Message to Garcia), regia di George Marshall - interpretato da Dell Henderson e da John Carradine (voce) (1936)
- Teddy the Rough Rider cortometraggio, regia di Ray Enright - interpretato da Douglas Wood (1940)
- The Unveiling Ceremonies of the McKinley Memorial, Canton, Ohio, September 30, 1907, documentario della Essanay sull'inaugurazione del McKinley Memorial a Canton nel 1907

### Televisione
- The Land Dreamer, episodio tv della serie Il virginiano, regia di James Sheldon - interpretato da John Daniels (1969)
- Rough Riders, regia di John Milius – miniserie TV – interpretato da Brian Keith (1997)
- Nella serie I misteri di Murdoch l'episodio 15 della settima stagione è incentrato su una possibile visita, in Canada, del presidente McKinley e sulle indagini svolte dal personale canadese ed americano sul movimento anarchico in Canada.

### News
- President McKinley's Speech at the Pan-American Exposition (1901)
- President McKinley Reviewing the Troops at the Pan-American Exposition (1901)
- President McKinley at the Buffalo Exposition (1901)